# Cipajang
Cipajang is een bestuurslaag in het regentschap Brebes van de provincie Midden-Java, Indonesië. Cipajang telt 4919 inwoners (volkstelling 2010).